# Jorge Wagner
Jorge Wagner (sinh ngày 7 tháng 11 năm 1978) là một cầu thủ bóng đá người Brasil.

## Sự nghiệp câu lạc bộ
Jorge Wagner đã từng chơi cho Kashiwa Reysol và Kashima Antlers.